# Pa'ao

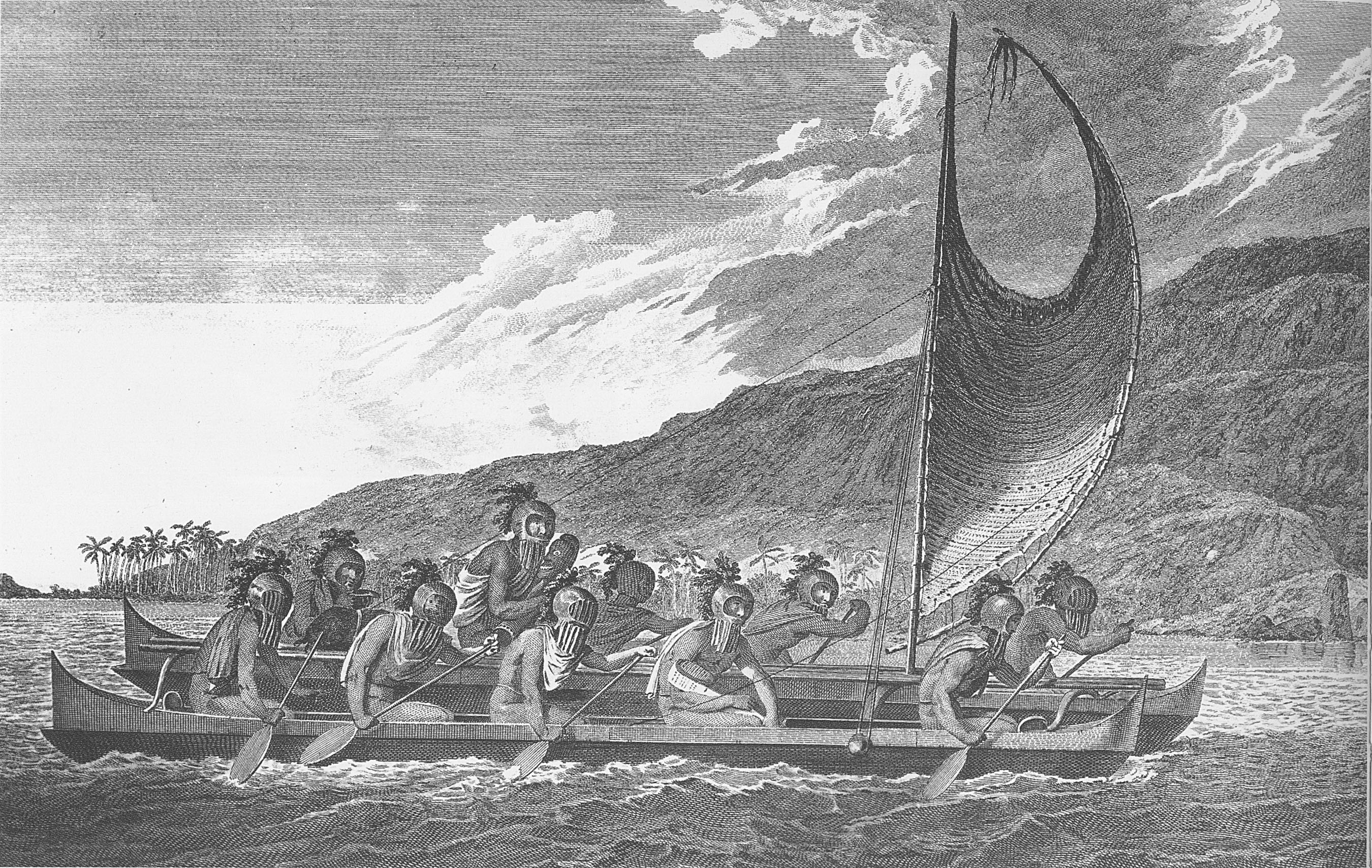
Catamarán utilizado por Pa'ao.*.

Primer rey de Maui. Llegó a la isla aproximadamente en el 1200 d. C., cuando su catamarán fue hundido. Junto con los sobrevivientes, Pa'ao formó una aldea en Ka'anapali. Instauró los sacrificios humanos y el sistema kapu. Creó el primer heiau, o templo de la isla. Se pierde el rastro de su vida veinte años después, aunque se cree que fue hallado muerto en un monte, devorado por las bestias de la zona. 